# 紫苑鎮
紫苑鎮（Lavender Town）是寶可夢世界關都地區的虛構小鎮，最早於1996年出現在寶可夢系列的開山之作《紅／綠》之中。該鎮在遊戲中被塑造成一鬧鬼地點，內裡的「寶可夢之塔」為已故寶可夢的墓地，可在其中找到幽靈系的寶可夢。
紫苑鎮有著令人不寒而慄的氛圍，其獨有的背景音樂（BGM）更以詭異著稱，並在玩家社群中催生出多個都市傳說，例如敘述數百名日本兒童在聽了紫苑鎮的音樂後自殺的「紫苑鎮綜合症」。

## 在系列作品中
紫苑鎮取材自現實的日本千葉縣成田市，為在《寶可夢 紅／綠／藍／黃》、《金／銀》、《水晶》、它們的重製版《火紅／葉綠》與《心金／魂銀》以及《Let's Go！皮卡丘／伊布》中出現的虛構小鎮，位於關都地區的東北方，其北邊為10號道路和岩山隧道、西接8號道路，往南則可到達寂靜橋和12號道路。與《紅／綠／藍／黃》中其他市鎮的典型歡快基調不同的是，該鎮給人一種陰森可怖的感覺，其地標「寶可夢之塔」（ポケモンタワー）更是一座有著數百個墓碑的寶可夢墓地，內裡有許多前來祭拜的訓練師。玩家角色可在塔內收服遊戲其他地方找不到的鬼斯和鬼斯通兩種幽靈系寶可夢。「寶可夢之塔」在《金／銀》、《水晶》和《心金／魂銀》中被「關都電臺」取代，其上的填墓則移轉至地下或新設的「靈魂之家」。除此之外，紫苑鎮亦設有專門收養遭遺棄的寶可夢的「愛的義工·寶可夢之家」（あいのボランティア ポケモンハウス），同時也是為玩家設定或修改寶可夢暱稱的「姓名鑑定師」（せいめいはんだんし）的居住地，但卻是關都地區少數沒有道館的地方。
在《紅／綠／藍／黃》的劇情中，玩家需使用道具「西爾佛檢視鏡」（シルフスコープ）才可看見幽靈系寶可夢，也暗示紫苑鎮被已故寶可夢的靈魂滋擾著，特別是一隻為了保護其孩子卡拉卡拉而被火箭兵團謀殺，死後變成幽靈的嘎啦嘎啦。嘎啦嘎啦的故事在《Let's Go！皮卡丘／伊布》中得到延伸，此前玩家必須通過對戰才可令其升天，到了這一代則不須達成此舉，而是帶同卡拉卡拉與其相遇後便令牠超生。紫苑鎮也是系列作品中第一個帶入寶可夢會死的概念的地點。 
紫苑鎮在《寶可夢系列動畫》中的首次登場為在第一季第23集〈在寶可夢塔收服幽靈！〉（ポケモンタワーでゲットだぜ!）中，講述小智、小霞和小剛一行為了迎戰金黃道館館主娜姿，而前往「寶可夢之塔」收服幽靈系的寶可夢。該鎮亦有在《神奇寶貝特別篇》與《電擊皮卡丘》漫畫系列中出現。

## 音樂

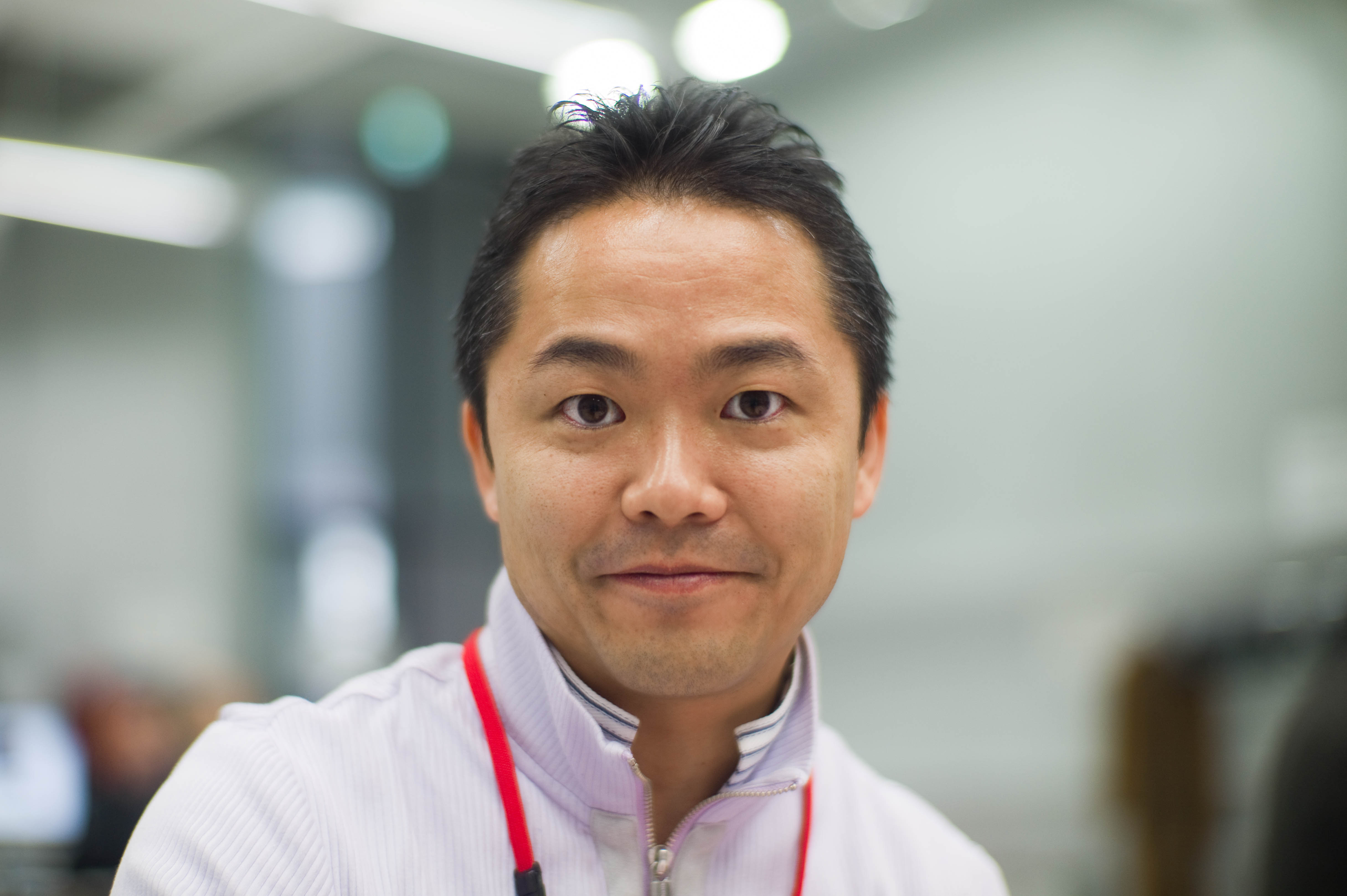
增田順一操刀了《紅／綠》的配樂，其中便包括紫苑鎮的BGM

《寶可夢 紅／綠／黃》中紫苑鎮的背景音樂因其令人感到不安的曲調而引起一眾玩家的注意。該背景音樂由增田順一創作，他故意採用無調性風格，搭配上尖銳的晶片音樂與刺耳的連續和弦，來營造出陰森可怖的氛圍。Bloody Disgusting的布蘭妮·文森特（Brittany Vincent）在2012年將該鎮的BGM列為第二恐怖的電子遊戲樂曲，並指出：「在平和的假象之下，紫苑鎮的背景音樂對大多數玩家而言，絕對能在他們的可怕童年回憶列表中名列前排」。GamingBolt的薩凡卡爾·帕里賈特（Shubhankar Parijat）把紫苑鎮的主題音樂放入其14首非恐怖遊戲令人不寒而慄的配樂列表中，他表示紫苑鎮並不是一個令人心曠神怡的地方，而該曲在其中起到很大的作用。Gawker的傑伊·哈撒韋（Jay Hathaway）則道出循環播放該鎮的BGM可能會帶來「隱約的恐懼感」。GameSpot的凱文·內澤維奇（Kevin Knezevic）則稱背景音樂是紫苑鎮其中一個最令人難忘的特色。
在YouTube中可找到多部紫苑鎮背景音樂的重混影片，而在《寶可夢 金／銀》、《水晶》和《心金／魂銀》中，紫苑鎮的主題音樂則為了配合作品劇情而被重新改編成更為柔和的版本，2017、2019、2020和2022年的《Pokémon GO》萬聖節活動中亦有獲重新錄製。

## 反響
Eurogamer的湯姆·菲利普斯（Tom Phillips）形容紫苑鎮是寶可夢遊戲中的一個「出彩的地方」，理由在於它是系列中為數不多體現出可愛逗人的寶可夢其實也會死的地點之一。為Grunge撰稿的拉妮·貝克（Rani Baker）推測這種「意外發現」正是這個小鎮得到如此之多注目的原故。Bloody Disgusting的希安·馬赫（Cian Maher）則稱紫苑鎮已是「惡名遠播」，且不失為「詭異、怪誕又令人惴惴不安」的地方，而儘管《Let's Go！皮卡丘／伊布》仍保留舊有的神秘感，但其對嘎啦嘎啦故事的改編卻大大緩和了恐怖的氛圍。
為TheGamer撰稿的詹姆斯·特勞頓（James Troughton）表示紫苑鎮是寶可夢系列中「最黑暗的區域之一」，而同網站的潔西·科埃洛（Jessie Coello）亦認為它催生了與該系列相關的「一些最令人不安的故事」。Kotaku的派翠西亞·赫南德茲（Patricia Hernandez）稱：「我實在想不到《精靈寶可夢》中有哪些地方比紫苑鎮更為毛骨悚然」。《衛報》的卡羅琳·奧多諾休（Caroline O'Donoghue）則將該地列作寶可夢系列中獨特的「半開放委婉式敘事手法」的其中一個範例。
寶可夢系列的官方周邊販賣店Pokémon Center在2018年推出了一系列紫苑鎮相關的商品，其中包括背包、馬克杯和一件圓領運動衫等。

## 都市傳說

### 紫苑鎮綜合症
在2010年代初，一個都市傳說聲稱有數百名日本兒童聽了紫苑鎮的高音調和雙耳波差音樂後，出現頭痛和各種奇怪行為後自殺。這種杜撰的疾病被命名為「紫苑鎮綜合症」（Lavender Town Syndrome），又稱「紫苑鎮音調」（Lavender Town Tone）、「紫苑鎮陰謀」（Lavender Town Conspiracy）或「紫苑鎮集體自殺事件」（Lavender Town Suicides）。其Creepypasta版本的故事在4chan等網站上出現後，原始的「紫苑鎮綜合症」故事開始病毒式傳播。隨著時間推移，網友們為了令故事本身更具說服力而添加了各種細節，比如將修飾過後的幽靈圖片與以未知圖騰拼出的「離開這裡」（LEAVE NOW）加進紫苑鎮背景音樂的時頻譜內。部分版本聲稱《精靈寶可夢》總監田尻智的本意是希望遊戲音調能令小孩們感到困擾，而不是引起創傷；某些則宣稱發行商任天堂與日本政府合謀掩蓋事件傳播。

#### 評價
潔西·科埃洛形容「紫苑鎮綜合症」是網路小說界中最毛骨悚然的存在，且是最臭名昭著的Creepypasta之一。《Kill Screen》的馬克·希爾（Mark Hill）指出該傳奇都市傳說之所以有吸引力，在於它將「一個純真的童年象徵」侵蝕殆盡。派翠西亞·赫南德茲則相信紫苑鎮綜合症如此有效果的原因之一是其主題曲真的令人不寒而慄，並同時指出故事的發生舞台位於日本是其中一個維持神秘感的重要因素，而事實查核需要一定的日語熟練度。
Lifewire的納迪婭·奧克斯福德（Nadia Oxford）把紫苑鎮綜合症和3D龍事件進行比較，後者為一集令數百名日本觀眾（其中大多數是兒童）出現類似於癲癇症狀的反應，部分更導致癲癇發作的《寶可夢》動畫，她指出該事件的發生為都市傳說奠定了紮實的基礎。TheGamer的斯考特·貝爾德（Scott Baird）持與奧克斯福德同樣的觀點，認為紫苑鎮綜合症必定受到了3D龍事件的啟發。而IGN的馬特·魯尼（Matt Rooney）則將紫苑鎮綜合症列為最佳電子遊戲都市傳說榜單的第六名。

### 其他
在《紅／綠／藍／黃》中，玩家角色可在寶可夢塔裡與勁敵青綠（小茂）對戰，在之前的戰鬥中，青綠會帶上一隻小拉達（之後進化成拉達），但此次和往後的對戰中卻未見其出現。部分玩家於是認為拉達已在前次與玩家在船上的對戰中傷重不治，而青綠來到寶可夢塔正是為了哀悼及埋葬牠。
另兩個較為著名的都市傳說是「白色鬼手」（White Hand）和「被活埋者」（Buried Alive）。在《紅／綠／藍／黃》中，其中一個NPC打趣地指玩家角色的右肩搭著一隻白手。這一橋段隨後被擴展成寶可夢塔獨有的寶可夢，其形象為一隻看起來已嚴重腐爛的斷手，出招的動畫能讓玩家感到嘔心，且細節遠比起其他在遊戲中出現的寶可夢要來得逼真。而「被活埋者」則據傳是在寶可夢塔頂層中破土而出，使用耿鬼、臭臭泥和兩隻白色鬼手向玩家發起挑戰的喪屍訓練家NPC。即使玩家勝出對戰，也不會獲得任何戰利品，而遊戲會發生崩潰，反之則會出現特殊的「遊戲結束」動畫：喪屍會咯咯起笑地說著：「終於有新鮮的肉了！」（Finally, fresh meat!），同時將玩家角色拖入地下。

## 延伸閱讀
- Manzinali, Eymeric. "“Lavender Town Syndrome” Creepypasta: A Rational Narration of the Supernatural". In: Disenchantment, Re-Enchantment and Folklore Genres. Edited by Nemanja Radulović and Smiljana Đorđević Belić. Belgrade: Institute for Literature and Arts, 2021. pp. 217-236.